# Lepidodexia brevirostris
Lepidodexia brevirostris är en tvåvingeart som först beskrevs av Guilherme A.M.Lopes 1946.  Lepidodexia brevirostris ingår i släktet Lepidodexia och familjen köttflugor. Inga underarter finns listade i Catalogue of Life.